# Aleksandra Wozniak
Aleksandra Wozniak (Montreal, 7 de septiembre de 1987) es una tenista profesional canadiense.
Ha ganado varios títulos del circuito challenger en individuales y dobles, y 1 torneo en el circuito profesional de la WTA.

## Torneos WTA (1; 1+0)

### Individuales

#### Títulos (1)
| Leyenda: Antes de 2009          | Leyenda: A partir de 2009 |
| ------------------------------- | ------------------------- |
| Grand Slam (0)                  |                           |
| Juegos Olímpicos (0)            |                           |
| WTA Tour Championships (0)      |                           |
| WTA Tournament of Champions (0) |                           |
| Tier I (0)                      | Premier Mandatory (0)     |
| Tier II (1)                     | Premier 5 (0)             |
| Tier III (0)                    | Premier (0)               |
| Tier IV & V (0)                 | International (0)         |

| N.º | Fecha               | Torneo   | Superficie | Oponente en la final | Resultado |
| --- | ------------------- | -------- | ---------- | -------------------- | --------- |
| 1.  | 26 de julio de 2008 | Stanford | Dura       | Marion Bartoli       | 7-5, 6-3  |

#### Finalista en individuales (2)
- 2007: Fes (pierde ante Milagros Sequera).
- 2009: Ponte Vedra Beach (pierde ante Caroline Wozniacki).

#### Clasificación en torneos del Grand Slam
| Torneo                 | 2008 | 2007 | 2006 | Títulos |
| ---------------------- | ---- | ---- | ---- | ------- |
| Abierto de Australia   | -    | 1r   | -    | 0       |
| Roland Garros          | 3r   | 1r   | -    | 0       |
| Wimbledon              | 2r   | 1r   | -    | 0       |
| US Open                | 1r   | 1r   | -    | 0       |
| WTA Tour Championships |      | -    | -    | 0       |